# Periderm

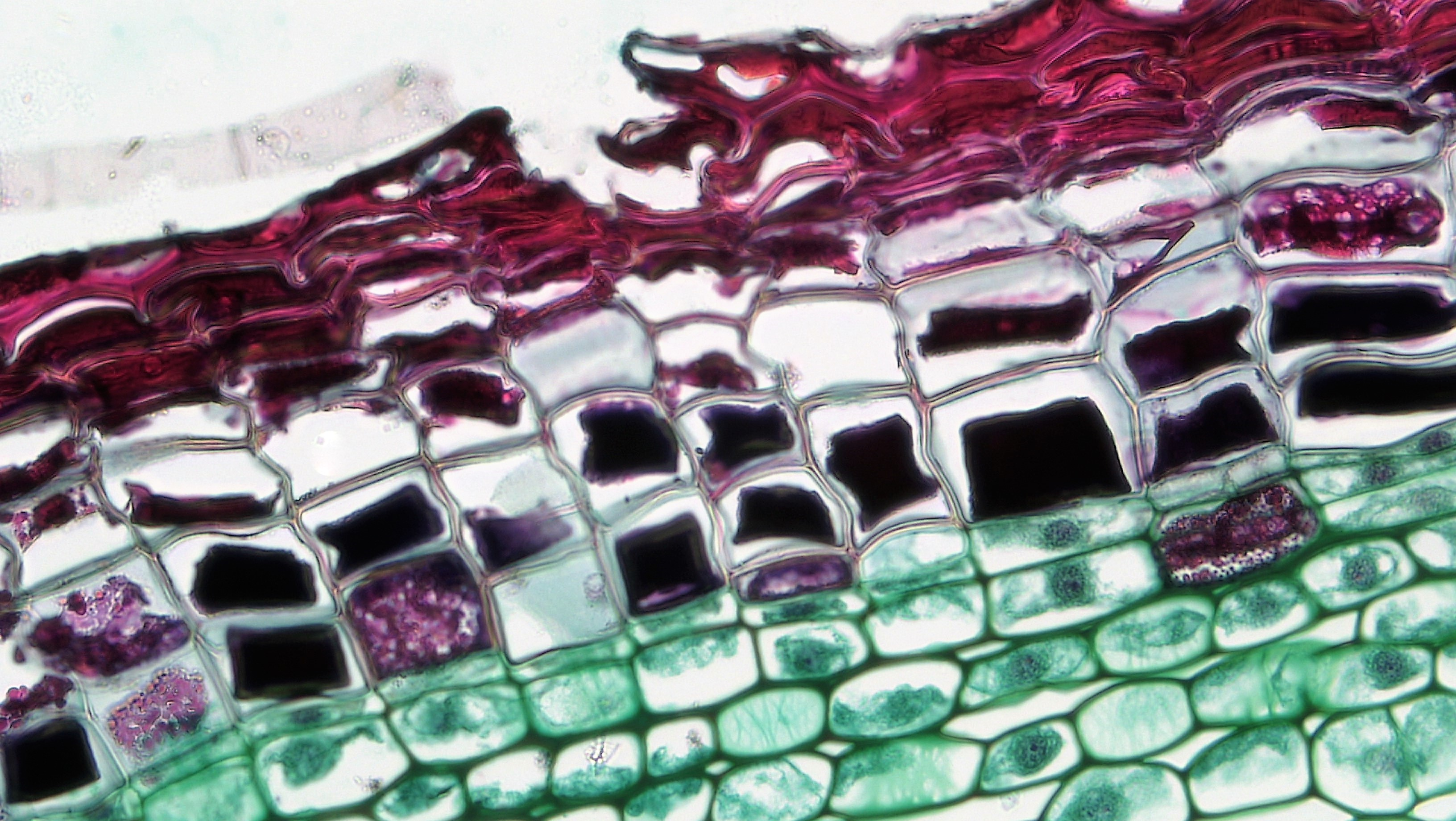
Bild som visar peridermets tre lager: fellogen (lila), fellem (genomskinliga/svarta) och felloderm (grönt)

Periderm (peri, grekiska för ”runtom”, derm för ”hud”) är ett samlingsnamn för äldre, vedartade växters yttre lager mot omvärlden. Periderm utgörs av tre delar: fellogen (korkkambium), fellem (kork) och felloderm (sekundär cortex). Fellogen är ett sekundärt meristem och en vävnad som består av tunnväggiga, avlånga levande celler i ett cellager. Fellogen binder ihop fellem med felloderm. Fellemet är det yttersta lagret i peridermet och är korken som skyddar växten mot omvärlden, medan felloderm är tunnväggiga celler i växtens inre och är en levande vävnad som kan innehålla klorofyll och bidra med fotosyntesen. Hur fellodermet är uppbyggt skiljer sig mellan olika växtater och släkten.  
Periderm bildas under den sekundära tillväxten, när det yttre skiktet av stammen eller roten förvedas och växten breddas. Vävnaden fungerar som ett skydd mot omvärlden och ersätter så småningom epidermis. Bidragande orsaker till vävnadens uppkomst är genom skador eller invasioner av mikrober, även om så inte alltid är fallet. Alltså är peridermet ett kraftfullare skydd än epidermis och kan även skydda växten mot uttorkning eftersom korkcellerna finns längst ut och är impermeabla mot vatten. Korkcellerna förhindrar att vattenånga dunstar bort från växtens vävnader genom sina täta cellväggar.  
Innanför korkcellerna finns lenticeller, en viss vävnadstyp som bildas när peridermet är relativt nytt. Lenticeller samverkar med de yttre vävnadslagren och har intracellulära tomrum som gör det möjligt för dem att utöva ett gasutbyte med omvärlden utanför växten och ser till att plantans gasutbyte är i jämvikt. Lenticellernas funktion kan liknas vid stomatans.  
Peridermet utvecklas inte hos löv eller hos monokotyledoner, med undantag en handfull arter som Dracaena yucca till exempel, men förekommer talrikt i stam och rötter hos dikotyledoner. 

### Webbkällor
- What is periderm, Science Samhita